# Droga regionalna R43
Droga regionalna R01 (ukr. Автошлях Р 43) – droga znaczenia regionalnego na Ukrainie, łącząca południowe obrzeża Zbaraża z drogą regionalną R26 w miejscowości Nowostaw. Droga ma 56,2km i przechodzi przez obwód tarnopolski.